# Nawis rufowy
Nawis rufowy – część rufy statku wodnego wystająca poza tylny skraj konstrukcyjnej linii wodnej (KLW), tylny fragment kadłuba statku wystający ponad wodę. Pojęcie to oznacza również odległość pomiędzy tylnym skrajem KLW a tylnym zakończeniem kadłuba. Do nawisu rufowego nie wlicza się wystrzałów, koszy rufowych, stelaży silnikowych, dźwigów itp. konstrukcji niemieszczących się w obrysie kadłuba.
Kształt i wielkość nawisu rufowego ma duże znaczenie dla dzielności morskiej - duży nawis rufowy o odpowiednim kształcie zapobiega zalewaniu rufy przez fale, stabilizuje dodatkowo jednostkę przy dużych przechyłach wzdłużnych, a skracając KLW długich jednostek ułatwia również robienie ciasnych zakrętów. W nowoczesnych jachtach żaglowych, także typowo turystycznych, nawis rufowy jest na ogół zredukowany do minimum, albo w ogóle go nie ma (pawęż zanurzona w wodzie). Spowodowane jest to zwykle dążeniem do wydłużenia linii wodnej, lecz może mieć też negatywne dla sprawności hydrodynamicznej jachtu skutki ("ciągnięcie" wody za pawężą przy znacznym obciążeniu lub przegłębieniu na rufę).